# La Astrea

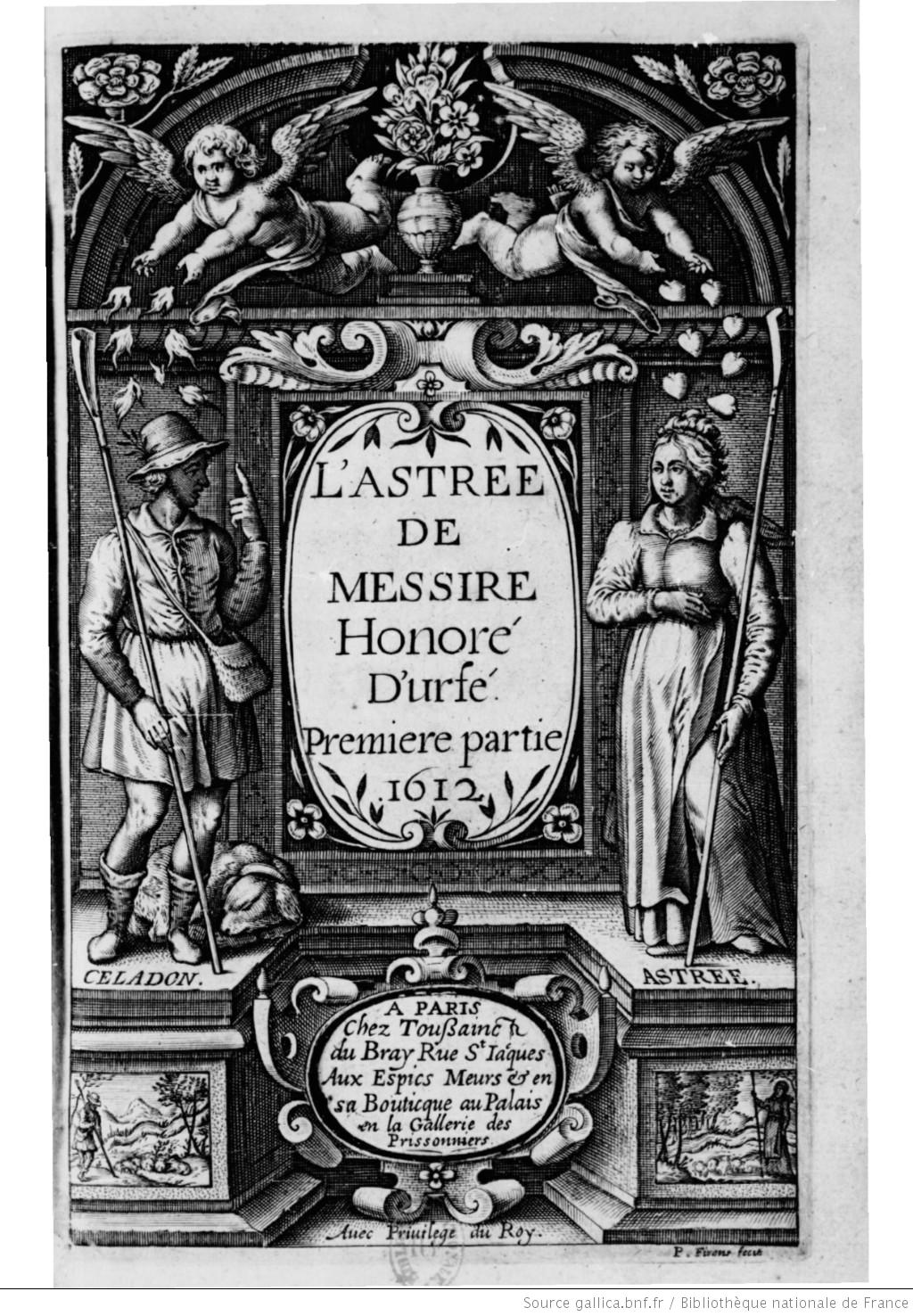
Portada de una edición de 1612.

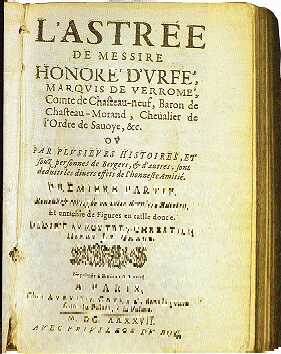
Una edición de 1647.

La Astrea (L'Astrée) es una obra literaria importante del siglo XVII, escrita por Honoré d'Urfé. Novela pastoril editada entre 1607 y 1627, se llama a veces a La Astrea "la Novela de las novelas", en primer lugar por sus dimensiones, que hacen que esté considerada la primera novela-río de la literatura francesa (5 partes, 40 historias, 60 libros, 5.399 páginas), pero también por el enorme éxito que tuvo en toda Europa (traducida a muchos idiomas y leído en todas las cortes europeas). Aún hoy, esta extraordinaria obra se reedita regularmente, tanto en ediciones íntegras como en formatos de bolsillo, e incluso en cómic. Las tres primeras partes se publican en 1607, 1610 y 1619, y a la muerte de Honoré d'Urfé en 1625, su secretario Balthazar Baro finalizó la cuarta parte y creó una continuación (1632-1633). Según la enciclopedia Larousse (1863), las partes quinta y sexta son obra de Pierre Boitel, señor de Gaubertin, y se editaron en 1626.

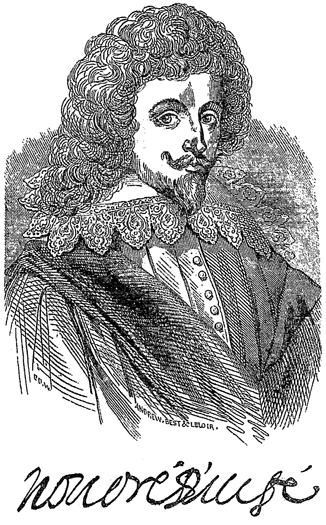
Honoré d'Urfé: el autor de La Astrea.

## Sinopsis
Sería muy difícil, cuando no imposible, resumir La Astrea, ya que con frecuencia se le llama con razón obra-río, u obra con cajones. El hilo conductor de la obra es la historia de amor perfecta entre la heroína que da nombre al libro Astrea y Celadón (personaje que dio nombre a un tipo de cerámica China y del Lejano Oriente). Son dos pastores de la región de Forez. Las perfidias de algunos personajes, las ambiciones políticas de otros, las desventuras amorosas de estos dos personajes constituyen la mayor parte de esta novela, enormemente densa y compleja, que incluye otras muchas peripecias vividas por personajes que no tienen relación alguna con la historia central, pero que ilustran con sus vidas, las vividas por los protagonistas.

## Influencias
Esta obra, por su enorme éxito, fue leída por muchísimas personas, y por ello influyó en numerosos autores como Jean-Jacques Rousseau, Jean de la Fontaine o Molière que en su juventud leyeron la obra. Esta obra es además una de las más relevantes en el siglo XVII, aunque hoy en día resulte pesada y artificiosa.

### Ediciones completas recientes
- 1925 : Por Huges VAGANAY, publicado bajo los auspicios de la Diana
- 2006 : Por Reinhard KRÜGER, de la Universidad de Stuttgart (Alemania) Edición en línea de las cinco partes de La Astrea más la apócrifa parte seis de la novela

### Estudios
- Eclaircissements sur l'histoire de L'Astrée, de Olivier Patru
- 1910 : La vie et les œuvres d'Honoré d'Urfé, de O.C. Reure
- 1977 : Les inspirations et les sources de l'œuvre d'Honoré d'Urfé de Maxime Gaume
- 1981 : La symbolique de l'Astrée de Jacques Bonnet

### Cine
- 2007 : El romance de Astrea y Celadón (Les amours d'Astrée et de Céladon) dirigida por Eric Romher

### Cómic
- 2002 : L'Astrée d'Honoré D'Urfé, l'histoire d'Astrée et de Céladon, de Patrick Ballet (dibujos) y Louis Bouchet (adaptación)